# Niagara Falls (Ontario)
Niagara Falls is een stad in de Canadese provincie Ontario met 78.815 inwoners (2001). De stad ligt aan de rivier Niagara tegenover de gelijknamige Amerikaanse stad Niagara Falls in de staat New York. Bijna allesbepalend in de stad zijn de Niagarawatervallen, die honderdduizenden toeristen naar de stad lokken.
De regio rondom de Niagarawatervallen was sinds de 17e eeuw regelmatig bewoond, eerst door Irokezen, daarna door Europese immigranten, die gefascineerd waren door de watervallen. In de vroege 19e eeuw begon het toerisme naar de watervallen en sinds de stichting van de stad in 1903 is dit voor Niagara Falls de belangrijkste bron van inkomsten. Als gevolg daarvan kent de stad een zeer groot aantal hotels.

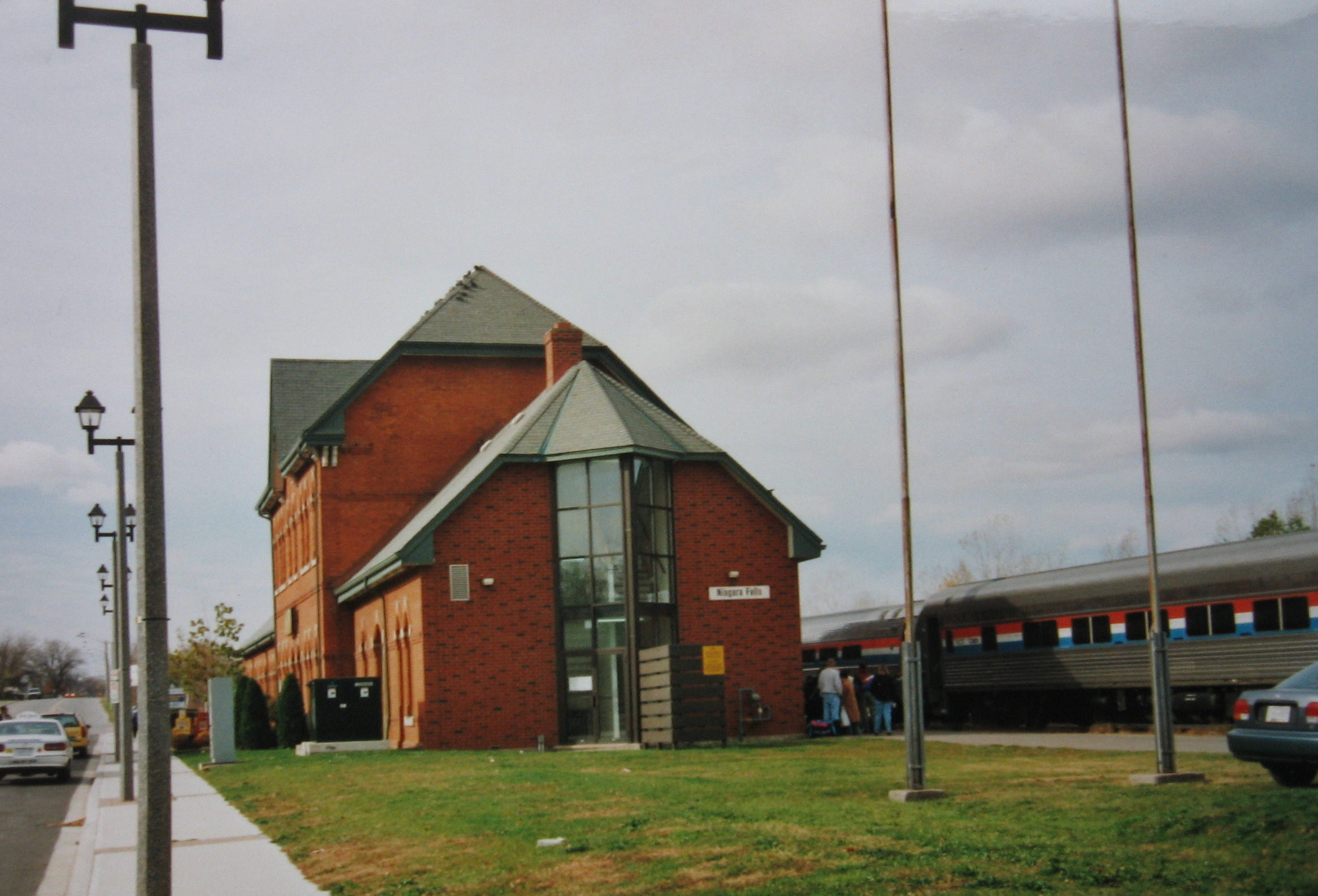
Treinstation van Niagara Falls

## Geboren in Niagara Falls
- William Giauque (1895-1982), Amerikaans scheikundige en Nobelprijswinnaar (1949)
- Denise Matthews (Vanity) (1959-2016), zangeres, model en actrice
- deadmau5 (1981), diskjockey
- Frank Dancevic (1984), tennisser